# دیکتیک
دیکتیک (به لاتین: Dyektiyek) یک منطقهٔ مسکونی در روسیه است که در جمهوری آلتای واقع شده‌است.